# Волфрад I фон Феринген
Волфрад I фон Феринген Стари (на немски: Wolfrad I, Graf von Veringen; † сл. 1216) е граф на Феринген в днешен Баден-Вюртемберг.

## Произход и наследство
Графовете фон Феринген са една от най-богатите и уважавана фамилия на 11 и 12 век в южната част на Германия. От герба на графовете на Феринген произлиза герба на Вюртемберг, който го приема от графовете на Неленбург.
Волфрад I е син на граф Манеголд I фон Феринген († сл. 3 май 1186). Внук е на Марквард I фон Феринген-Зигмаринген († 1165) и съпругата му фон Неленбург, дъщеря наследничка на Еберхард фон Неленбург († сл. 1112). Потомък е на Маркварт IV фон Епенщайн († 1076), херцог на Каринтия.
Брат е на Хайнрих († 1223), княжески епископ на Щрасбург (1202 – 1223). Сестра му Вилибирг фон Феринген († сл. 1169) се омъжва пр. 10 март 1169 г. за Рудолф I фон Фац († 1194/1200).
Синовете му наследяват Графството Неленбург.

## Фамилия
Волфрад I фон Феринген се жени за Берхун фон Кирхберг († пр. 1220), вдовица на Витегов фон Албек († сл. 1190). Те имат децата:
- Волфрад фон Неленбург († пр. 1220)
- Еберхард II фон Неленбург († пр. 1220)
- Манеголд фон Неленбург († сл. 1229), женен за Елизабет фон Монфор († сл. 1269), дъщеря на граф Хуго I фон Монфор-Брегенц († 1228) и Матилда фон Ванген († сл. 1218)
- Волфрад II фон Неленбург-Феринген († 1234/1237), граф (1224) на Неленбург-Феринген, женен 1212 ф. за Анна фон Хайлигенберг, дъщеря на граф Конрад III фон Хайлигенберг († 1208) и Аделхайд фон Нойфен († сл. 1240); баща на:
  - Волфрад III фон Феринген († 1267/1268), има десет деца
- син фон Неленбург
- дъщеря фон Неленбург, омъжена за граф Хартман I фон Вюртемберг († ок. 1240), син на граф Лудвиг II фон Вюртемберг († 1181) и Вилибирг фон Кирхберг († 1179)
- Хилдегард фон Неленбург, омъжена 1211 г. за трушес Конрад фон Валдбург
- Матилдис фон Феринген († сл. 1224), омъжена за граф Йохан I фон Цимерн († 1175/1179), син на граф Албрехт II фон Цимерн († ок. 1170)